# أوليغ موروزوف
أوليغ موروزوف (بالروسية: Морозов, Олег Славиевич)‏ (3 يناير 1966 بأوبنينسك في روسيا - ) هو لاعب كرة قدم روسي (وحمل سابقاً جنسية الاتحاد السوفيتي) في مركز الوسط. لعب مع دينامو موسكو ونادي ساتورن رامنسكوي وفاكل فارونيش ‏ وتكستيلشيك كاميشين ‏ وFC Lokomotiv Nizhny Novgorod ‏ وFC Industriya Borovsk ‏.

## وصلات خارجية
- أوليغ موروزوف على موقع قاعدة بيانات كرة القدم.إي يو (الإنجليزية)